# Brett Robinson
Brett Robinson, född 8 maj 1991, är en australisk långdistanslöpare.
Robinson tävlade för Australien vid olympiska sommarspelen 2016 i Rio de Janeiro, där han slutade på 14:e plats på 5 000 meter.